# Eron Krillo
Eron Krillo (* 18. Oktober 1991 in Tartu) ist ein ehemaliger estnischer Fußballspieler.

## Karriere
Eron Krillo begann seine Karriere in Finnland in der Jugend des HJK Helsinki. Beim Hauptstadtklub, der zugleich Rekordmeister des Landes ist, spielte er bis 2010, bevor Krillo eine Saison für den Klubi-04 Helsinki, den Ausbildungsverein von HJK, in der drittklassigen Kakkonen absolvierte. Im Jahr 2011 kehrte Krillo zurück nach Estland zum FC Flora Tallinn, mit dem er den Estnischen Supercup gewann. Ein Jahr später spielte er für den FC Viljandi in der Meistriliiga, jedoch beendete der Mittelfeldspieler dort schon nach einer Spielzeit im Alter von 20 Jahren überraschend seine Karriere.

## Nationalmannschaft
Eron Krillo kam im Jahr 2008 in der U-18 erstmals zu einem Länderspiel für Estland. Ein Jahr später kam der Mittelfeldspieler zu acht Einsätzen in der U-19. Im Februar 2011 spielte Krillo in der U-21 Estlands in einem Spiel gegen Finnland.

## Erfolge
- Estnischer Superpokalsieger: 2011